# Поседкино
Поседкино  — деревня в городском округе Мытищи Московской области России. Население — 11 чел. (2010).

## География
Расположена на севере Московской области, в северной части Мытищинского района, примерно в 24 км к северу от центра города Мытищи и 23 км от Московской кольцевой автодороги, рядом с Пестовским водохранилищем системы канала имени Москвы. В деревне три улицы — Лесная, Снежная и Центральная. Ближайшие населённые пункты — деревни Бяконтово, Долгиниха и Рождественно.

## Население
| 1852 | 1859 | 1890 | 1899 | 1926 | 2002 | 2010 |
| ---- | ---- | ---- | ---- | ---- | ---- | ---- |
| 64   | ↗73  | ↗84  | ↘66  | ↗86  | ↘3   | ↗11  |

## История
В середине XIX века сельцо Почеткины относилось ко 2-му стану Московского уезда Московской губернии и принадлежало графу Суворову-Рымникскому, в сельце было 5 дворов, господский дом, крестьян 30 душ мужского пола и 34 души женского.
В «Списке населённых мест» 1862 года — владельческая деревня Московского уезда по левую сторону Ольшанского тракта (между Ярославским шоссе и Дмитровским трактом), в 35 верстах от губернского города и 18 верстах от становой квартиры, при пруде, с 9 дворами и 73 жителями (36 мужчин, 37 женщин).
По данным на 1899 год — сельцо Марфинской волости Московского уезда с 66 жителями.
В 1913 году — 16 дворов.
По материалам Всесоюзной переписи населения 1926 года — деревня Долгинихинского сельсовета Трудовой волости Московского уезда в 9 км от Дмитровского шоссе и 10 км от станции Катуар Савёловской железной дороги, проживало 86 жителей (32 мужчины, 54 женщины), насчитывалось 15 хозяйств, из которых 14 крестьянских.
С 1929 года — населённый пункт в составе Коммунистического района Московского округа Московской области. Постановлением ЦИК и СНК от 23 июля 1930 года округа как административно-территориальные единицы были ликвидированы.
1929—1935 гг. — деревня Долгинихинского сельсовета Коммунистического района.
1935—1939 гг. — деревня Долгинихинского сельсовета Дмитровского района.
1939—1960 гг. — деревня Протасовского сельсовета Дмитровского района.
1960—1963, 1965—1994 гг. — деревня Протасовского сельсовета Мытищинского района.
1963—1965 гг. — деревня Протасовского сельсовета Мытищинского укрупнённого сельского района.
1994—2006 гг. — деревня Протасовского сельского округа Мытищинского района.
2006—2015 гг. — деревня сельского поселения Федоскинское Мытищинского района.